# Гук, Карл Георгиевич
Карл Георгиевич Гук (26 февраля 1846, Полоцк — 10 февраля 1910, Санкт-Петербург) — русский учёный-артиллерист и педагог, генерал от артиллерии, член Конференции и преподаватель Михайловской военной артиллерийской академии и училища, член  Артиллерийского комитета при Главном артиллерийском управлении.

## Биография
Родился 26 февраля 1846 года в Полоцке.
В службу вступил в 1863 году после окончания Полоцкого кадетского корпуса. В 1866 году после окончания Михайловского артиллерийского училища по I разряду выпущен подпоручиком в Брест-Литовскую крепостную артиллерию. В 1868 году произведён в поручики.
В 1871 году после окончания Михайловской артиллерийской академии по I разряду был произведён в штабс-капитаны с назначением в состав Петербургский оружейной мастерской и на Киевский арсенал. В 1873 году был переведён в гвардию с переименованием в поручики гвардии и с назначением курсовым офицером Михайловского артиллерийского училища. В 1874 году произведён в штабс-капитаны гвардии. С 1877 года был участником  Русско-турецкой войны на кавказском направлении в качестве командира 21-й осадной батареи Кавказской армии, участвовал в артиллерийской атаке на Карс. В 1878 году произведён в капитаны гвардии.
С 1879 по 1881 год — командир полубатареи Михайловского артиллерийского училища. В 1881 году назначен помощником инспектора классов, с 1885 года — инспектором классов Михайловской артиллерийской академии и училища, с производством в полковники гвардии. В 1884 и в 1886 году К. Г. Гук был удостоен золотой медали Михайловской премии за рецензии на Конференции МАА. В 1895 году произведён в генерал-майоры. С 1899 по 1906 год — сверхштатный член Артиллерийского комитета при Главном артиллерийском управлении. Одновременно с 1900 по 1907 год являлся  членом Конференции МАА и МАУ и с 1898 по 1907 год штатным и военным преподавателем Михайловской артиллерийской академии и училища.
В 1903 году произведён в генерал-лейтенанты. В 1907 году был произведён в генералы от артиллерии, с увольнением в отставку.
Скончался 10 февраля 1910 года в Санкт-Петербурге.

## Награды
Был награждён всеми орденами Российской империи вплоть до ордена Святой Анны 1-й степени